# Chlorophthalmidae
Chlorophthalmidae — родина костистих риб ряду авлопоподібних (Aulopiformis).

## Поширення
Поширені у тропічних водах всіх океанів.

## Опис
Дрібні риби, завдовжки до 40 см. Тіло подовжене, майже кругле в передній частині і стисле з боків ближче до хвоста. Голова подовжена і трохи сплюснута з міцними щелепами. Характерні дуже великі зелені очі, що дивляться вбік і трохи вгору. Забарвлення від жовтуватого до темно-коричневого, іноді з райдужними плямами.

## Спосіб життя
Chlorophthalmidae трапляються на глибинах 50-1000 м, обираючи континентальні шельфи. Донні риби. Живлятьсядрібними ракоподібними; в свою чергу служать кормом для великих риб. Гермафродити.

## Класифікація
Родина налічує 19 видів у двох родах:
- Chlorophthalmus Bonaparte, 1840
  - Chlorophthalmus acutifrons Hiyama, 1940
  - Shortnose greeneye (Chlorophthalmus agassizi) Bonaparte, 1840
  - Chlorophthalmus albatrossis D. S. Jordan & Starks, 1904
  - Chlorophthalmus atlanticus Poll, 1953
  - Chlorophthalmus borealis Kuronuma & M. Yamaguchi, 1941
  - Chlorophthalmus brasiliensis Mead, 1958
  - Chlorophthalmus corniger Alcock, 1894[1]
  - Chlorophthalmus chalybeius Goode, 1881
  - Chlorophthalmus ichthyandri Kotlyar & Parin, 1986
  - Chlorophthalmus mascarensis Kobyliansky, 2013[2]
  - Chlorophthalmus mento Garman, 1899
  - Chlorophthalmus nigromarginatus Kamohara, 1953
  - Chlorophthalmus pectoralis Okamura & M. Doi, 1984
  - Chlorophthalmus proridens C. H. Gilbert & Cramer, 1897
  - Chlorophthalmus punctatus Gilchrist, 1904 (Spotted greeneye)
  - Chlorophthalmus vityazi Kobyliansky, 2013[2]
  - Chlorophthalmus zvezdae Kotlyar & Parin, 1986
- Parasudis Regan, 1911
  - Parasudis fraserbrunneri (Poll, 1953)
  - Parasudis truculenta (Goode & T. H. Bean, 1896)